# Hans Heinrich Müller

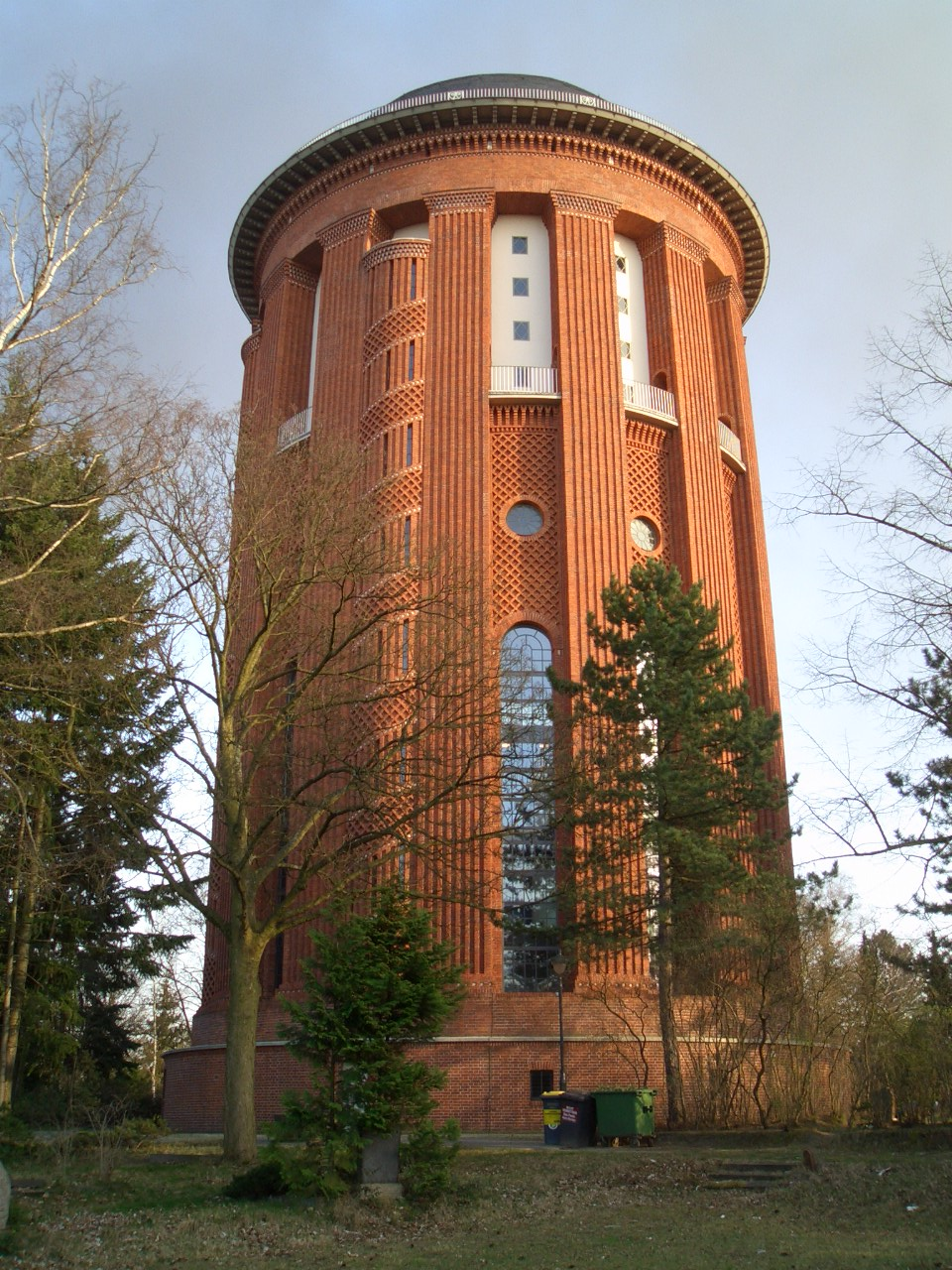
H.H. Müller: wieża ciśnień przy Bergstrasse w Berlinie

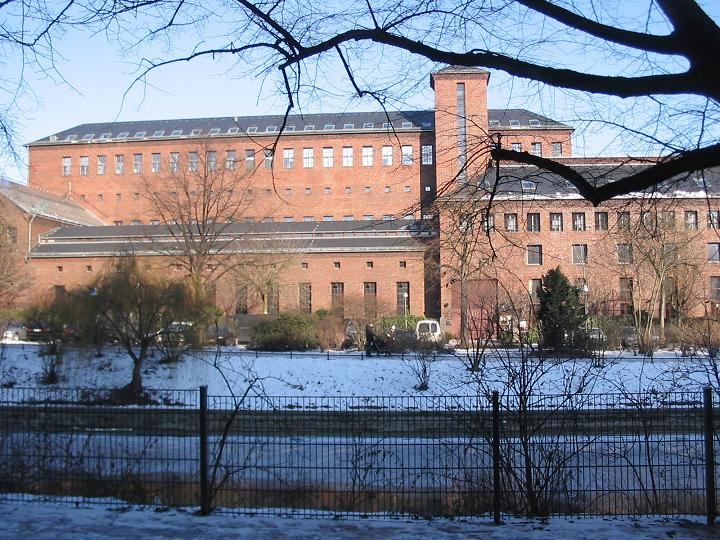
H.H. Müller: stacja transformatorowa przy Kottbusser Ufer/Paul-Lincke-Ufer w berlińskiej dzielnicy Kreuzberg

Hans Heinrich Müller (ur. 20 kwietnia 1879 w Grodzisku Wielkopolskim, zm. 7 grudnia 1951 w Berlinie) – niemiecki architekt.

## Życiorys
W 1898 rozpoczął studia mechaniczne w berlińskiej Wyższej Szkole Technicznej w Charlottenburgu, a po pierwszym semestrze zmienił profil na studia architektoniczne, które ukończył w 1903. W 1909 zdobył tytuł rządowego budowniczego. W owym czasie pozostawał pod wpływem Paula Mebesa – pruskiego i duńskiego klasycyzmu. Również w 1909 Müller został budowniczym gminnym i kierownikiem działu budownictwa w Steglitz. Podczas I wojny światowej służył jako podporucznik batalionu lotniczego w Königsbergu a następnie jako wykładowca szkole lotnictwa w Namur.
Po przyłączeniu Steglitz do Berlina w 1920, został radcą miejskim w okręgu Neukölln. Od 1924 pracował jako główny architekt berlińskich zakładów elektrycznych (niem. Berliner Elektrizitätswerke, BEWAG) a z nim współpracowali Julius Posener i Egon Eiermann. Müller zaprojektował dla BEWAG ponad 40 zakładów, inspirując się północnoniemieckim gotykiem ceglanym oraz ideami ekspresjonistycznymi. Od 1938/1939 Müller zaczął pracować dla kolei Rzeszy. Od 1943 kierował biurem usuwania skutków szkód wskutek bombardowań lotniczych. W latach 1945–1949 kierował urzędem planowania przestrzennego w Steglitz.

## Dzieła
- 1909–1910 – szkoła gminna przy Karl-Stieler-Strasse w Steglitz[2]
- 1910–1911 – zakłady elektryczne przy Birkbuschstrasse w Steglitz[2]
- 1911–1912 – liceum Auguste-Viktoria przy Rothenburgstrasse 18 w Steglitz[2]
- 1911–1912 – gmach urzędu podatkowego przy Rothenburgstrasse 16–17 w Steglitz[2]
- 1911–1912 – szkoła gminna przy Gritznerstrasse 21–23 w Steglitz[2]
- 1911–1912 – przebudowa restauracji w parku miejskim w Steglitz[2]
- 1911–1912 – przebudowa piwnicy ratusza w Steglitz[2]
- 1913–1914 – liceum Bismarcka przy Sachsenwaldstrasse 20–21 w Steglitz[2]
- 1913–1915 – wieża ciśnień przy Bergstrasse[2]
- 1920–1921 – Schlossparktheater w Steglitz[2]
- 1924–1926 – stacja transformatorowa przy Kottbusser Ufer/Paul-Lincke-Ufer w berlińskiej dzielnicy Kreuzberg[2]
- 1925 – dom własny przy Freiwaldauer Weg 32 w Lichterfelde[2]
- 1926 – zakłady "Koppenplatz" przy Augustastrasse 56–57 w berlińskiej dzielnicy Prenzlauer Berg[2]
- 1927 – stacja "Karlsbad" przy Am Karlsbad w Tiergarten[2]
- 1927–1928 – stacja "Christiana" przy Osloer Strasse w berlińskiej dzielnicy Wedding[2]
- 1927–1929 – stacja transformatorowa "Leibniz" przy Leibnizstrasse w Charlottenburgu[2]
- 1928 – stacja "Köpenick" przy Lindenstrasse 33[2]
- 1928–1929 – stacja prostowników przy Herzbergstrasse w Lichtenbergu[2]
- 1930 – stacja prostowników przy Breite Strasse w Spandau[2]
- 1931 – stacja "Treptow" przy Am Treptower Park 15[2]
- 1933 – stacja transformatorowa Oberspree przy Wilhelminenhofstrasse[2]
- 1935 – willa przy Im Dol 5a[2]